# Tillandsia edithae
Tillandsia edithae là một loài thực vật có hoa trong họ Bromeliaceae. Loài này được Rauh miêu tả khoa học đầu tiên năm 1974.

## Hình ảnh

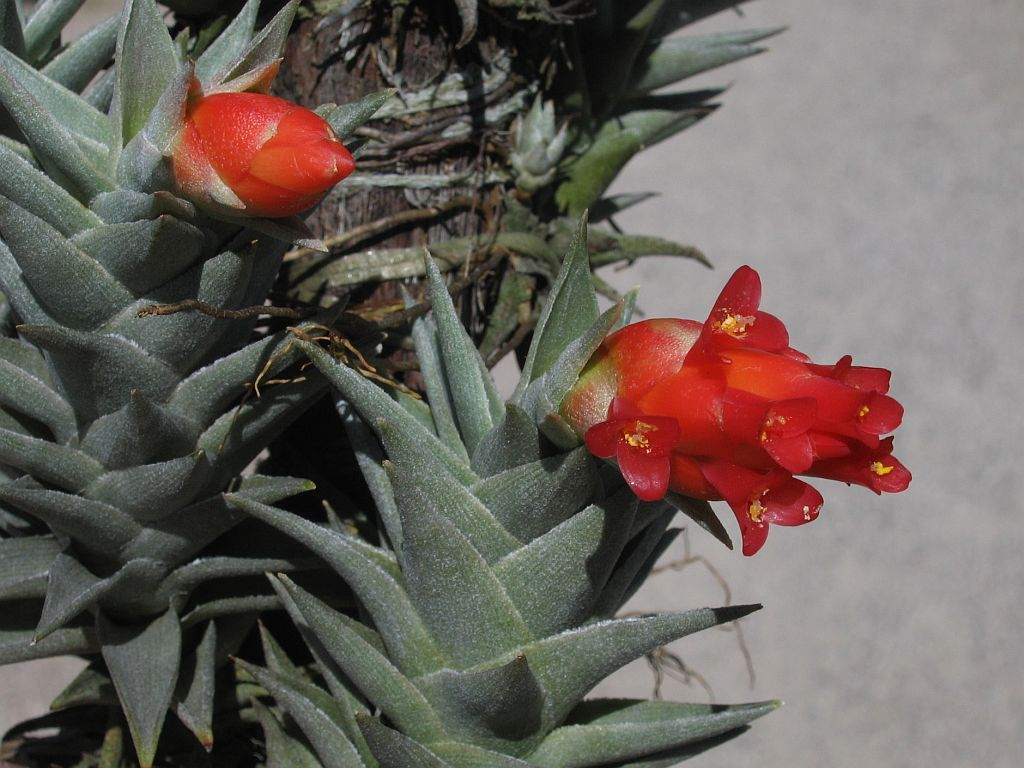

## Giống
- Tillandsia 'Lisa's Jewell'
- Tillandsia 'Peach Parfait'